# Black and White Rag
Black and White Rag er en ragtimemelodi, komponeret i 1908 af komponisten George Botsford.
Den første kendte indspilning af dette stykke blev foretaget af Albert Benzler på Seaside/U. S. Everlasting Cylinder #380 i juni 1911. Denne indspilning er forholdsvis sjælden (Søside/U. S. Everlasting-cylindere blev, trods anvendelse af celluloid på en voks-/fiberkerne, fremstillet i små oplag), og er bemærkelsesværdig. Edison havde Black & White Rag på en af sine "Early Diamond Disc Records" (50116) fra 1913, spillet af et messingblæserorkester. 
En af de bedst kendte versioner af dette musikstykke blev indspillet i 1952 af pianisten Winifred Atwell og hjalp hende med at opnå international berømmelse. Melodien var oprindeligt B-siden af en anden indspilning, Cross Hands Boogie, men Black and White Rag blev fremhævet af den populære DJ Jack Jackson og skabte en skare af tilhængere af Atwells honky-tonk-spillestil på klaveret. Indspilningen blev en millionsælgende guldplade, og i England blev den senere benyttet som temamelodi for BBC2-tv-turneringen i snooker,  Pot Black, som var en Tv-serie, der blev udsendt i lang tid.
Et arrangement af Black and White Rag blev senere benyttet som musikken til det oprindelige BBC Computerspil Repton i 1985 og til nogle af dets fortsættelser.
Melodien er også blevet udsat for violin med indspilninger af musikere som Johnny Gimble og Bennie Thomasson.